# Polyfenoly
Polyfenoly jsou skupina chemických sloučenin obsažených v rostlinách. Jsou charakterizovány přítomností více než jedné fenolové jednotky nebo stavebního bloku v molekule. Polyfenoly se obecně dělí na hydrolyzovatelné taniny (estery kyseliny gallové a glukózy nebo jiných cukrů) a fenylpropanoidy, například lignany, flavonoidy a kondenzované taniny.

## Klasifikace a nomenklatura
Dělení polyfenolů na taniny, lignany a flavonoidy je odvozeno od variant jednoduché polyfenolické jednotky vycházejících ze šikimátové metabolické dráhy sekundárního metabolismu rostlin a z klasického dělení založeného na relativním významu jednotlivých základních komponent pro různé studované oblasti. Chemie taninů vychází z významu kyseliny tříslové pro kožedělný průmysl. Ligniny jsou spjaty s chemií půdy a rostlinných struktur. Flavonoidy se zabývá chemie sekundárních rostlinných metabolitů pro obranu rostlin a chemie barev květin (např. anthokyaninů).
Nejvíce a nejlépe studovanými polyfenoly jsou flavonoidy, mezi něž patří tisíce sloučenin, kromě jiného flavonoly, flavony, katechiny, flavanony, antokyanidiny a isoflavonoidy.
Nejhojněji se vyskytujícími polyfenoly jsou kondenzované taniny, obsažené prakticky ve všech skupinách rostlin a tvořící až 50 % suché hmotnosti listů. Po celém světě proběhla na nutričně chudých kyselých půdách konvergenční evoluce rostlinných komunit bohatých na taniny. Taniny byly považovány za součást obrany rostlin proti býložravcům, avšak čím dál více ekologů nyní poznává jejich význam pro řízení procesů rozkladu a dusíkového oběhu. S rostoucími obavami z globálního oteplování je velký zájem lépe pochopit roli polyfenolů jakožto regulátorů oběhu uhlíku, zejména v severních boreálních lesích.
| Základní jednotka: | kyselina gallová        | flavon                          | kyselina skořicová |
| Třída/polymer:     | hydrolyzovatelné taniny | flavonoidy, kondenzované taniny | lignany            |

Polyfenoly se klasifikují také podle typu a počtu přítomných fenolických subkomponent. V daném polyfenolu může být obsažena více než jedna subkomponenta.
| fenol                                                       | pyrokatechol                                                                                          | pyrogallol                                                                               | resorcinol           | floroglucinol                      | hydrochinon      |
| fenol                                                       | pyrokatechol                                                                                          | pyrogallol                                                                               | resorcinol           | floroglucinol                      | hydrochinon      |
| Příklady: ligniny odvozené od kyseliny kumarové, kaempferol | Příklady: katechin, kvercetin, ligniny odvozené od kyseliny kávové a ferulové, estery hydroxytyrosolu | Příklady: gallokatechiny (EGCG), tanindy, myricetin, ligniny odvozené od sinapylalkoholu | Příklad: resveratrol | Příklady: téměř všechny flavonoidy | Příklad: arbutin |

Fenolické jednotky mohou být často esterifikovány nebo methylovány. Lze je najít v dimerizovaném nebo polymerizovaném stavu, kdy vzniká nová třída polyfenolů. Například kyselina ellagová je dimer kyseliny gallové a tvoří třídu ellagotaninů. Podobně se katechin a gallokatechin mohou kombinovat a tvořit červenou sloučeninu theaflavin, tímto procesem vzniká také rozsáhlá třída thearubiginů v čaji.

## Výskyt v potravinách
Mezi významné zdroje polyfenolů patří bobuloviny, čaj, pivo, hroznové víno (též víno jako nápoj), olivový olej, kakao/čokoláda, káva, vlašské ořechy, arašídy, borojo, granátové jablko, cesmína paraguayská a další ovoce a zelenina.
Vysoké hladiny polyfenolů se obecně nacházejí ve slupce ovocných plodů.